# Muktsar
Muktsar là một thành phố và là nơi đặt hội đồng đô thị (municipal council) của quận Muktsar thuộc bang Punjab, Ấn Độ.

## Địa lý
Muktsar có vị trí 30°29′B 74°31′Đ / 30,48°B 74,52°Đ Nó có độ cao trung bình là 184 mét (603 feet).

## Nhân khẩu
Theo điều tra dân số năm 2001 của Ấn Độ, Muktsar có dân số 83.099 người. Phái nam chiếm 53% tổng số dân và phái nữ chiếm 47%. Muktsar có tỷ lệ 65% biết đọc biết viết, cao hơn tỷ lệ trung bình toàn quốc là 59,5%: tỷ lệ cho phái nam là 70%, và tỷ lệ cho phái nữ là 59%. Tại Muktsar, 12% dân số nhỏ hơn 6 tuổi.